# Сіутат-Еспортіа-Жоан-Гампер
«Сіутат Еспортіва Жоан Гампер» (кат. Ciutat Esportiva Joan Gamper) — спортивний комплекс футбольного клубу «Барселона», відкритий 1 червня 2006 року.
Розташований у місті Сан-Жоан-Даспі близько Барселони, загальною площею 136 839 м², він володіє інфраструктурою з підготовки першої, другої та нижніх складів «Барселони». Комплекс складається з дев'яти футбольних полів, тренувального табору для воротарів на натуральному газоні та спортивного павільйону.
Керівництво клубу підносить даний комплекс як Ла Масія XXI століття.
На його повну реалізацію виділено 8,8 млн євро, що знайшло відображення в споруді 6000 квадратних метрів, при цьому сюди будуть входити витрати на закупівлю меблів і систему очищення води. Для реалізації настільки масштабного проєкту Хунта ФК Барселона уклала контракт з будівельною кампанією FCC, яка розгорнула будівництво комплексу в лютому 2010 року і завершила його 21 січня 2011 року.

## Хронологія
- 1980—1981: під керівництвом Президента клубу Хосепа Луїса Нуньєса починається проєктування Sports City.
- 1989: придбано ділянку землі під будівництво комплексу.
- Листопад 2000: при Президентові Жоані Гаспарті вирішено, що спортивний комплекс буде названий на честь засновника клубу Жоана Гампера.
- Грудень 2000: закладений перший камінь.
- Липень 2001: Уряд Каталонії дає дозвіл на будівництво.
- Липень 2003: Президент Жоан Лапорта вирішує припинити роботи, щоб інвестувати кошти в основну команду.
- Липень 2004: будівництво відновлено.
- Травень 2006: проводяться перші тренування.
- 1 червня 2006: офіційне відкриття комплексу.
- Січень 2009: основна команда проводить повноцінні тренування.
- Січень 2011: відкриття нової Ла Масії.

## Інфраструктура
- Поле 1: Футбол для 11 гравців (105 х 68 метрів). Натуральний газон. Місткість 1400 глядачів.
- Поле 2: Футбол 11 (105 х 65 метрів). Натуральний газон. Місткістю 400 глядачів.
- Поле 3: Футбол 11 (105 х 65 метрів). Натуральний газон.
- Поле 4: Футбол 11 (105 х 65 метрів). Натуральний газон.
- Поле 5: Футбол 11 (105 х 65 метрів). Штучний газон.
- Поле 6: Футбол 7 (55 х 38 метрів). Штучний газон.
- Поле 7: Футбол 11 (105 х 68 метрів). Натуральний газон. Місткість 1750 глядачів.
- Поле 8: Футбол 11 (105 х 65 метрів). Штучний газон. Місткістю 950 глядачів.
- Поле 9: Футбол 11 (105 х 65 метрів). Штучний газон.
- Воротарські зони: Зона з навчання воротарів з натуральним газоном.
- Спортивний центр: включає три корти з баскетболу, волейболу, гандболу та футзалу. Трибуни вміщають 472 глядачі.
- Будівництво трибуни
- Будівництво роздягальні та інших сервісних приміщень.

## Майбутнє
Крім цього, керівництво клубу придбало 27,8 га землі у місті Віладеканс, в столичному районі каталонської столиці, на суму 18 млн євро. Каталонський клуб придбав землі, розташовані недалеко від області, відомі як El Estany del Remolar, між шосе Castelldefels, аеропортом і закінченням державної морської землі даного муніципалітету.
Таким чином, в майбутньому каталонський клуб може побудувати об'єкт, який доповнить або значно перевершить С'юдад Депортива Жоан Гампер, так як площа нещодавно придбаної землі приблизно у два рази більше площі спортивного комплексу в Сан-Жоан-Даспі (la Ciudad Deportiva de San Juan Despí).

## Адреса
Avenida del Sol, s/n

CP: 08790

San Juan Despí (Барселона)